# Mukut Parbat
A Mukut Parbat vagy Mukut Parvat (hindi nyelven: मुकुट पर्वत) egy, a Himalája Garhvál-Himalája hegyvonulatában, India Uttarakhand államában, a kínai határon található hegy. A hegy nyugati főcsúcsa 7242 méter, míg az alacsonyabb keleti csúcs 7130 méter magas. Ezzel India 20. és a világ 96. legmagasabb hegyének számít.
A hegy főcsúcsát először 1951. július 11-én, az Earle Riddiford által szervezett új-zélandi Garhvál-Himalája-expedíció során sikerült megmászni. Earle Riddiford és Edmund Cotter új-zélandi hegymászók, valamint Paszang Dava Láma nepáli serpa a szabdalt és meredek nyugati gerincen keresztül ért fel a csúcsra. Az alacsonyabb, keleti csúcsot mind a mai napig nem mászták meg.

## A hegy fekvése
A Mukut Parbat India Uttarakhand államában, a Samoli körzetben fekszik. 7242 méter magas főcsúcsa (Mukut Parbat I) az indiai–kínai határon található, míg a 7130 méter magas keleti csúcs (Mukut Parbat II) Kína területére esik. A hegy a Himalája hegység Garhvál-Himalája hegyvonulatában található, és a Kamet-hegycsoport részét képezi. A hegyet három fő hegycsúcs veszi körül: a 7355 méter magas Abi Gamin, a 7756 méter magas Kamet és a 6910 méter magas Csamráo Parbat.
 A hegy nyugati lejtőin halad a Nyugati-Kamet-gleccser és a Daksini Csamráo-gleccser egyik ága.

## A Mukut Parbat első megmászása
Earle Riddiford új-zélandi ügyvéd és hegymászó 1951-ben egy kizárólag új-zélandi alpinistákból álló nagyszabású Himalája-expedíciót szervezett, melynek eredeti célkitűzése a Mount Everest vagy a Kancsendzönga megmászása volt. Mivel az expedícióhoz nem sikerült a szükséges engedélyeket és támogatókat megszerezni, így végül a fő célkitűzés a Garhvál-Himalájában fekvő, addig megmászatlan Mukut Parbat meghódítása lett. A csapatban Riddiford, Edmund Hillary, George Lowe és Edmund Cotter vett részt.
A csapat az alaptábort a Daksini Csamráo-gleccsernél, 5200 méteres magasságban állította fel. Két nap pihenőt követően útnak indultak, hogy a Mukut Parbaton felépítsék a kettes számú alaptábort. Miután kiépítették a tábort, a serpákat visszaküldték az alaptáborba, egyedül Paszang Dava Láma serpa maradt a csapattal. A következő két napon egy hasadékokkal szabdalt, sziklákkal teli jégesésen, a jég felszínébe lépcsőket vágva utat találtak a 6300 méter magas gerincre, ahol egy jégpárkányon a csúcstámadáshoz kialakították a hármas alaptábort.
1951. július 11-én reggel az ötfős csapat megindult a csúcs felé. Az út utolsó szakaszán a gerinc elkeskenyedett és a csapat nagyon lassan tudott előre haladni. Hillary és Lowe a várakozásban teljesen kihűlt, ezért visszatért a táborba azzal a szándékkal, hogy másnap – újult erővel – ismét megkísérlik a csúcstámadást. Riddiford, Cotter és Paszang azonban tovább folytatták az utat és a viharos szélben este háromnegyed hatkor végül elérték a Mukut Parbat 7242 méter magas csúcsát. A három férfi éjszaka, koromsötétben, halálra fáradtan tért vissza a táborba. Az egyre kedvezőtlenebb időjárás miatt kénytelenek voltak visszatérni Badrináth-ba. Riddiford nem érezte jól magát, így nélküle indultak vissza a Dakhini Shamrao-gleccserhez. Bár az expedíció során további öt csúcsot is megmásztak, az időjárási viszonyok nem tették lehetővé, hogy Hillaryék is feljussanak a Mukut Parbat csúcsára.